# Højhastighedstog i Italien
Højhastighedstog i Italien kører på to linjer, der forbinder de fleste af landets større byer. Den første linje forbinder Torino til Salerno via Milano, Bologna, Firenze, Rom og Napoli, den anden kører fra Torino til Venedig via Milano, og er under opbygning i dele.
Togene kører med en tophastighed på 300 km/h.
Passagerservice leveres af Trenitalia og siden april 2012 af NTV, verdens første private åbne adgangsoperatør af højhastighedstog til at konkurrere med et statsejet monopol. 25 millioner passagerer rejste på netværket i 2011.
I 2015 steg ryttertallet til 55 millioner for Trenitalia og 9,1 millioner til NTV, for tilsammen 64 millioner passagerer.

## Rullende materiel
Service på højhastighedslinjerne leveres af Trenitalia og det privatejede NTV. Flere typer af højhastighedstog udfører tjenesten:
- AGV 575: ikke-krængende, den kan nå 360 km/t og har en driftshastighed på op til 300 km/h, drevet af NTV som Italo;
- ETR 500: ikke-krængende, driftshastigheder op til 300 km/t, betjent af Trenitalia som Frecciarossa;
- ETR 1000: ikke-krængende, betjenes af Trenitalia som Frecciarossa 1000, den kan nå 400 km/h og har en driftshastighed på 300 km/t.[5]
- ETR 485, krængende, hastigheder op til 250 km/t, betjent af Trenitalia som Frecciargento. Det opererer hovedsageligt på traditionelle linjer;
- ETR 600, krængende, hastigheder op til 250 km/t, betjent af Trenitalia som Frecciargento. Det opererer hovedsageligt på traditionelle linjer;
- ETR 610: krængende, hastigheder op til 250 km/t, betjent af Trenitalia på ruter mellem Italien og Schweiz;
- ETR 675: ikke-krængende, betjent af NTV som Italo;
- ETR 700: ikke-krængende, hastigheder op til 250 km/t, betjent af Trenitalia som Frecciargento.

Aktuelle begrænsninger på sporene sætter togenes maksimale driftshastighed til 300 km/h efter at planerne for 360 km/h operationer blev aflyst 
Udvikling af ETR 1000 af AnsaldoBreda og Bombardier Transportation (som er designet til at køre kommercielt ved 360 km/h, med en teknisk tophastighed på over 400|km/h, fortsætter, mens Rete Ferroviaria Italiana arbejder på de nødvendige opdateringer, så togene kan køre op til 360 km/h. Den 28. maj 2018 besluttede Ministeriet for Infrastruktur og Transport og National Association for Railway Safety ikke at køre de 385 km/t tests, der kræves for at tillade kommerciel drift ved 350 km/t, således begrænsning af den maksimale kommercielle hastighed på de eksisterende italienske højhastighedslinjer til 300 km/t og annullering af projektet.
TGV-tog kører også på ruten Paris-Torino-Milano, men bruger ikke nogen højhastighedslinje i Italien.

## Netværk
De følgende højhastighedsjernbanelinjer er i brug.
| Linje                                                                          | Længde km | Åbnet                                                        | Rejsetid | Maks. fart km/t                                | Volt                |
| ------------------------------------------------------------------------------ | --------- | ------------------------------------------------------------ | -------- | ---------------------------------------------- | ------------------- |
| Firenze–Rom "Direttissima"                                                     | 254       | 1978-02-24 / 1992-05-26                                      | 1:18     | 250                                            | 3 kV DC             |
| Rom–Napoli                                                                     | 205       | 2005-12-19 / 2009-12-13                                      | 1:08     | 300                                            | 25 kV 50 Hz         |
| Torino-Milano                                                                  | 125       | 2006-02-10 (Torino-Novara) 2009-12-13 (Novara-Milano)        | 0:44     | 300                                            | 25 kV 50 Hz         |
| Padua–Venedig (Mestre) Del af den fremtidige Milano–Venedig højhastighedslinje | 25        | 2007-03-01                                                   | 0:14     | 220                                            | 3 kV DC             |
| Milano–Brescia Del af den fremtidige Milano–Venedig højhastighedslinje         | 67        | 2007-06-10 (Milano-Treviglio) 2016-12-11 (Treviglio-Brescia) | 0:36     | 300 (Treviglio-Brescia) 200 (Milano-Treviglio) | 3 kV DC 25 kV 50 Hz |
| Napoli–Salerno "via Linea Monte Vesuvio" (L.M.V.)                              | 29        | 2008-06                                                      | 0:30     | 250                                            | 3 kV DC             |
| Milano–Bologna                                                                 | 215       | 2008-12-13                                                   | 0:53     | 300                                            | 25 kV 50 Hz         |
| Bologna–Firenze                                                                | 79        | 2009-12-05                                                   | 0:35     | 300                                            | 25 kV 50 Hz         |
| Total                                                                          | 974       |                                                              |          |                                                |                     |

Tabellen viser minimum og maksimum (afhængigt af antal stop) rejsetider.
|         | Bologna     | Firenze     | Milano      | Napoli      | Rom         | Torino      |
| ------- | ----------- | ----------- | ----------- | ----------- | ----------- | ----------- |
| Bologna | -           | 0:35        | 0:53        | 3:15 (3:35) | 1:54 (2:03) | 2:02        |
| Firenze | 0:35        | -           | 1:31        | 2:31 (2:51) | 1:18 (1:45) | 2:38        |
| Milano  | 0:53        | 1:31        | -           | 3:50 (4:18) | 2:40 (3:08) | 0:44 (1:00) |
| Napoli  | 3:15 (3:35) | 2:31 (2:51) | 3:50 (4:18) | -           | 1:08        | 5:00 (5:25) |
| Rom     | 1:54 (2:35) | 1:18 (1:45) | 2:40 (3:08) | 1:08        | -           | 3:48        |
| Torino  | 2:02        | 2:38        | 0:44 (1:00) | 5:00 (5:25) | 3:48        | -           |